# Torre Libertador 380
La Torre Libertador 380 (o Libertador 378) es un rascacielos residencial que se encuentra en la esquina de la Avenida del Libertador y la calle Suipacha, en el barrio de Retiro, ciudad de Buenos Aires, Argentina.
Fue proyectada por Graziani S.A. (ingeniero Luis Graziani y arquitecto Rafael Graziani) en 1978 y se terminó en el año 1985, siendo uno de los edificios de vivienda más notables de esa década, en donde Buenos Aires no creció demasiado en altura. En la misma cuadra, en la década siguiente, se construirían otras torres de similar altura, hecho considerado por Graziani a la hora de concebir el proyecto (al igual que la barranca sobre la cual se encontraría el edificio), aprovechando la máxima altura permitida con respecto a la mínima ocupación del terreno posible. En la próxima década el desarrollo inmobiliario se trasladaría a zonas como Palermo y posteriormente, Puerto Madero.
Consta de un sótano con estacionamiento para 120 automóviles y bauleras, planta baja y 35 pisos con 60 departamentos. Alcanza los 120 metros de altura, un número alto para edificios de vivienda en la Buenos Aires de su época. 
La planta baja fue concebida únicamente para acceder mediante un hall a la batería de ascensores y al sector de servicio, dejando el núcleo del edificio expuesto hasta los 12 metros de altura, a partir de los cuales comienzan los pisos de vivienda. En su diseño original, la torre estaría poseía un entrepiso a la altura de los pisos 19.º y 20.º que se distinguiría desde el exterior porque las columnas de hormigón que sostienen las plantas se angostarían. Finalmente, este detalle no se concretó en la construcción. Entre los pisos 4º y 18º hay dos departamentos por piso, y desde el 21.º al 35.º un solo departamento por piso.
En el piso 3º, sobre una bandeja suspendida, se ubicaron originalmente el sistema de compactación de residuos, la oficina de la administración y los vestuarios del personal de maestranza. En el piso 19º se construyó un salón para reuniones de la administración con su sala de servicios, y en el piso 20º, la sala de máquinas de los ascensores de los primeros pisos y el compactador de basura de los pisos altos. En los pisos 36.º y 37.º se instalaron las salas de calderas y tanques de agua, las torres de enfriamiento de aire, las salas de máquina de los ascensores de servicio y de los ascensores de los pisos superiores. Además, se dispuso un mirador a 120 metros de altura.
En cuanto a servicios, el sistema de hormigón visto fue tratado de manera que los caños de agua y gas pudieran ser colocados sin embutirse en las paredes, sino en planos verticales u horizontales, facilitando el mantenimiento de los sistemas.